# Euphorbia globulicaulis
Euphorbia globulicaulis ist eine Pflanzenart aus der Gattung Wolfsmilch (Euphorbia) in der Familie der Wolfsmilchgewächse (Euphorbiaceae).

## Beschreibung
Die sukkulente Euphorbia globulicaulis wächst krautartig mit einem kleinen, kugelförmigen Stamm, der 3 Zentimeter Durchmesser erreicht. Der mit wenigen, in Spiralen angeordneten Warzen besetzte Stamm sitzt zur Hälfte im Boden. Die unmerklich mit Warzen versehenen Zweige entspringen aus der Spitze des Stammes. Die eiförmigen Blätter stehen in einer Rosette an der Stammspitze und werden 1,5 Zentimeter lang und 1 Zentimeter breit. Sie sind bis 5 Millimeter lang gestielt. 
Der Blütenstand besteht aus 2 bis 3 Cymen, die zwei- bis vierfach gegabelt sind. Der Blütenstandstiel wird bis 15 Millimeter lang. Es werden sitzende Tragblätter ausgebildet, die 6 Millimeter lang und 3 Millimeter breit werden. Die Cyathien erreichen 1,5 Millimeter im Durchmesser. Die röhrige Nektardrüse wird 1 Millimeter lang.
Die stumpf gelappte Frucht wird 2 Millimeter lang und 2,5 Millimeter breit. Sie befindet sich an einem 3,5 Millimeter langen und zurückgebogenem Stiel. Der konische Samen besitzt eine horizontale Rippe und wird 1,5 Millimeter lang und 1,3 Millimeter breit.

## Verbreitung und Systematik
Euphorbia globulicaulis ist endemisch im Nordosten von Somalia, in der Nähe von Garoowe auf Kalksteinhängen mit Acacia-Bestand in Höhenlagen von 725 bis 800 Meter verbreitet.
Die Erstbeschreibung der Art erfolgte 1990 durch Susan Carter Holmes.